# Ryōtarō Shiba
Ryōtarō Shiba (司馬 遼太郎, Shiba Ryōtarō), né Teiichi Fukuda (福田 定一, Fukuda Teiichi, 7 août 1923 à Osaka– 12 février 1996), est un écrivain japonais surtout connu pour ses romans historiques dont l'action se situe au Japon et dans le sous-continent asiatique, ainsi que pour ses essais historiques et culturels relatifs au Japon et à ses relations avec le reste du monde. D'après Iain Maloney, une partie de la popularité de Shiba provient du fait qu'il réussit à rendre ses lecteurs fiers du Japon sans que ses textes soient chauvins ou révisionnistes.

## Biographie
Shiba étudie le mongol à l'école des langues étrangères d'Osaka (à présent école des études étrangères de l'université d'Osaka ) et entame sa carrière comme journaliste au Sankei Shimbun, l'un des principaux journaux du Japon.

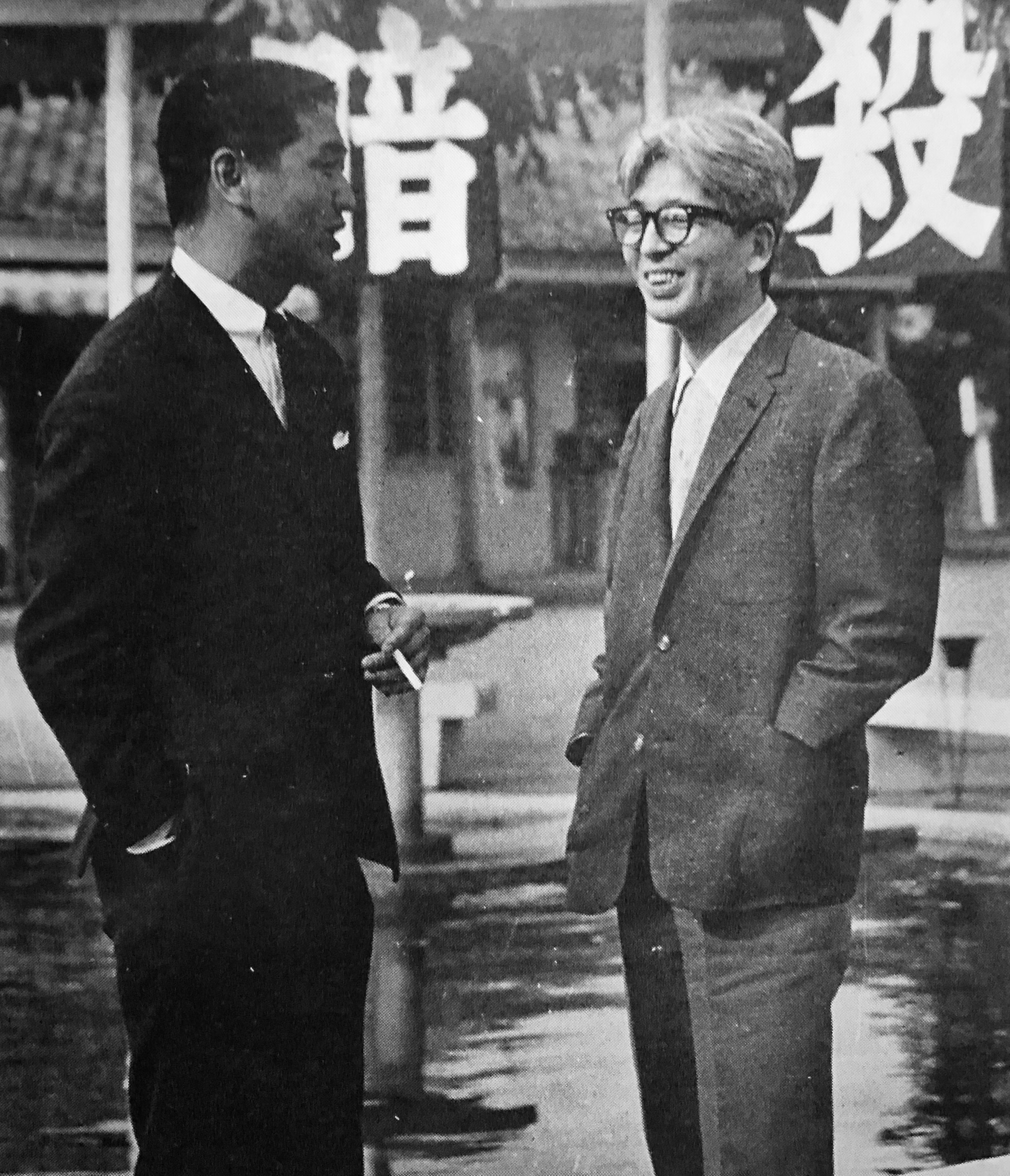
Masahiro Shinoda et Ryōtarō Shiba en 1964.

Après la Seconde Guerre mondiale, Shiba commence à écrire des romans historiques. Le magazine Shukan Asahi publie des articles de Shiba sur ses déplacements à l'intérieur du Japon dans une série qui s'étend sur 1 146 numéros. Shiba est lauréat de l'édition 1959 du prix Naoki pour son roman Fukuro no Shiro (en) (« Le Château d'un hibou »).
En 1993, il est nommé personne de mérite culturel.
Shiba est un auteur prolifique qui écrit fréquemment sur les bouleversements que connaît le Japon au cours de la fin de l'époque d'Edo et au début de l'ère Meiji. Ses ouvrages les plus importants comprennent Kunitori monogatari (国盗り物語), Ryoma ga yuku (竜馬がゆく), Moeyo ken (燃えよ剣) et Saka no ue no kumo (ja) (坂の上の雲), qui ont tous donné lieu à des dramatisations, notamment des taiga dramas diffusés pendant un an en épisodes d'une heure par la NHK. Il a également écrit de nombreux essais qui ont été publiés dans des collections, dont Kaidō-wo yuku, livre sous forme de journal couvrant ses voyages à travers le Japon et partout dans le monde.
Shiba est largement apprécié pour l'originalité de ses analyses des événements historiques, et beaucoup de personnes au Japon ont lu au moins un de ses ouvrages. Il a été cité 201 fois lors de discussions au Parlement japonais, signe de son influence.
Plusieurs des ouvrages de Shiba ont été traduits en anglais, dont ses biographies romancées de Kukai (Kukai the Universal: Scenes from His Life, 2003) et Tokugawa Yoshinobu (The Last Shogun: The Life of Tokugawa Yoshinobu, 2004), ainsi que The Tatar Whirlwind: A Novel of Seventeenth-Century East Asia (2007).
Shiba est victime d'une hémorragie interne et tombe dans le coma le 10 février 1996. Il meurt deux jours plus tard.

## Ouvrages

### Romans
- Fukuro no Shiro (en) 梟の城 (1959)
- Kamigata Bushido 上方武士道 (1960)
- Kaze no Bushi (en) 風の武士 (1961)
- Senun no yume 戦雲の夢 (1961)
- Fujin no mon 風神の門 (1962))
- Ryoma ga Yuku 竜馬がゆく (1963–66)
- Moeyo Ken 燃えよ剣 (1964)
- Shirikurae Magoichi 尻啖え孫市 (1964)
- Komyo ga tsuji 功名が辻 (1965)
- Shiro wo toru hanashi 城をとる話 (1965)
- Kunitori monogatari 国盗り物語 (1965)
- Hokuto no hito 北斗の人 (1966)
- Niwaka Naniwa yukyoden 俄 浪華遊侠伝 (1966)
- Sekigahara 関ヶ原 (1966)
- Jūichibanme no shishi 十一番目の志士 (1967)
- Saigo no Shōgun 最後の将軍 (1967)
- Junshi 殉死 (1967)
- Natsukusa no fu 夏草の賦 (1968)
- Shinshi taikoki 新史太閤記 (1968)
- Yoshitsune 義経 (1968)
- Touge 峠 (1968)
- Musashi 武蔵 (1968)
- Saka no ue no kumo (en) 坂の上の雲 (1969)
- Yōkai 妖怪 (1969)
- Daitōzenshi 大盗禅師 (1969)
- Saigetsu 歳月 (1969)
- Yoni sumu hibi 世に棲む日日 (1971)
- Jousai 城塞 (1971–72)
- Kashin 花神 (1972)
- Haō no ie 覇王の家 (1973)
- Harimanada monogatari 播磨灘物語 (1975)
- Tobu ga gotoku 翔ぶが如く (1975–76)
- Kūkai no fukei 空海の風景 (1975)
- Kochō no yume 胡蝶の夢 (1979)
- Kouu to Ryūhō 項羽と劉邦 (1980)
- Hitobito no ashioto ひとびとの跫音 (1981)
- Nanohana no oki 菜の花の沖 (1982)
- Hakone no saka 箱根の坂 (1984)
- Dattan shippuroku 韃靼疾風録 (1987)

#### Traductions françaises
- Tokugawa Ieyasu, shôgun suprême, traduit par Yoko Kawada-Sim et Silvain Chupin (2011)  (ISBN 978-2268069524)
- Le Dernier Shôgun, traduit par Corinne Atlan (2011)  (ISBN 978-2809700572)
- Hideyoshi, Seigneur Singe traduit par Yoko Kawada-Sim et Silvain Chupin (2012)  (ISBN 978-2809703443)

## Adaptations de ses œuvres au cinéma
- 1969 : La Saga de Magoichi (尻啖え孫市, Shirikurae Magoichi?) de Kenji Misumi